# Super anges hwendo na bua
Super anges hwendo na bua est une troupe de ballets et de théâtre du Bénin créée en 1986 par Coffi Adolphe Alladé, chef chorégraphe au Ballet national du Bénin.

## Histoire
Le nom de la troupe Hwendo Na Bua signifie en langue locale fon « qui ne peut pas perdre les traditions »  dont l'objectif est de transmettre le savoir des aïeux. Composée de danseurs du ballet national du Bénin c’est une troupe dont la démarche artistique ancrée dans la tradition, reproduit des danses populaires du Bénin et qui existent depuis des siècles dont notamment les danses Vodoun traditionnelles du Bénin, les danses de la cour royale et celles des réjouissances.